# Радиоуправляем автомобилен модел
RC колите са радиоуправляеми автомодели. Задвижват се от електрически мотори или двигатели с вътрешно горене. Управлението, сглабянето, изработката и настройките на автомодели е много разпространено хоби наричано Автомоделизъм.

## Видове
Съществуват няколко вида автомодели: автомодели-играчки, модели готови за употреба и състезателни автомодели.

### Автомодели-играчки
Предназначени за използване от деца и са напълно безопасни. Задвижват се от електромотори. Нямат пропорционална система за радиоуправление. Т.е. само пълно ляво, пълно дясно, пълна газ а понякога и спирачка.

### Автомодели готови за употреба (Ready to Run или RTR)
Средна категория автомодели. Някои модели от тази категория клонят към категорията на играчките, а други към състезателните. Могат да бъдат задвижвани както от електромотори, така и от Нитро Двигатели с вътрешно горене.
Готови за употреба означава, че се продават сглобени и с пропорционална апаратура за радиоуправление(плавно преминаване от ляво към дясно, както и от газ към спирачка). Могат да се управляват както от начинаещи, така и от напреднали.
Нитро автомоделите обикновено се продават без батерия за бордово захранване (батерията захранваща приемника и сервотата за газ-спирачка и ляво-дясно).
Повечето автомоделисти навлизат в хобито с такъв модел.
Тези модели обикновено имат възможност за следните настройки:
- твърдост на амортисьорите
- твърдост на пружините на амортисьорите
- наклон на амортисьорите
- височина на шасито (ride height)
- страничен наклон на колелата (camber)
- напречен наклон на предните колела (caster)
- сходимост на колелата (toe)
- предавателно отношение от двигателя към колелата (gear ratio)

По-бързите модели от тази категория могат да бъдат опасни, тъй като развиват високи скорости.

### Състезателни автомодели
Тези автомодели са проектирани и предназначени за автомоделни състезания. Цените им са в пъти повече от автомоделите готови за употреба. Използват се на предназначени за това автомоделни писти в организирани автомоделни състезания.
Производители на подобни модели: HPI, Serpent, Mugen Seiki, X-ray, Kyosho, Team Magic и други.
Могат да са електрически или с вътрешно горене (нитро или бензинов двигател).
Имат независимо предно и задно окачване.
Според проходимоста може да са пистови или с висока проходимост.
Продават се в комплекти, на части. Двигатели, мотори, сервота, приемник, батерия и купе трябва да бъдат закупени отделно. Автомоделистът сам трябва да сглоби и настрои модела си, което разбира се е част от удоволствието на хобито.
Тези автомодели, особено пистовите такива, развиват големи скорости (100 – 130 км/ч), ускоряват много бързо и са опасни ако се използват от и около хора без опит в хобито.
Тези модели предлагат възможност за много фина настройка на окачването, нужни за оптимална скорост на различните писти.
Настройките на окачването включват тези от предишната категория плюс:
- настройка на акерман ъгъла
- настройка на минималното падане на носачите (downstops)
- междуосие (wheelbase)
- ширина на газене (track width)
- наклон на предното окачване (kick-up)
- наклон на задното окачване (anti-squat)
- център на въртене на шасито (roll center)
- твърдост на стабилизиращите щанги (anti-roll bar stiffness)
- твърдост на диференциалите

## Задвижване

### Електромотори
При радиоуправляемите автомодели се използват четкови и безчеткови електромотори обикновено от тип 540.
Някои от състезателните безчеткови мотори могат да достигат можност от 640W при 63000 оборота в минута.
Първите модели са използвали серво и реостат за регулиране на скоростта, но новите модели използват електронен контролер на скоростта(ESC – Electronic Speed Controller).
Състезателните моделите задвижвани от електродвигатели се характеризират с голямо ускорение, но не толкова голямо време за каране както нитро моделите, поради ограничения капацитет на батериите.
Състезателна сесия по правилата на повечето федереции е около 5 до 15 минути.
За несъстезателни модели времената може да достигнат и до 30 – 45 минути в зависимост от капацитета на батерията.

### Задвижващи Батерии
Това са батериите които се използват за захранване на Електронния контролер на скоростта, който захранва мотора при моделите с електродвигатели. В повечето случаи това са акумулаторни батерии, които могат да се презареждат.
Главно за задвижващи батерии се използват Литиево-полимерни(Li-Po) батерии, макар че в по-непрофесионалните модели се използват никелметалхидридни(Ni-MH) батерии, а също и никелкадмиеви батерии(Ni-Cd).

### Двигатели с вътрешно горене
Няколко вида двигатели с вътрешно горене се използват при радиоуправляемите модели. Често названията им се бъркат, като нитро двигателите се наричат бензинови, въпреки че са доста по-малки като обем от бензиновите.

#### Нитро Двигатели
Това са малки двутактови двигатели с обем от няколко кубически сантиметра.
Основната съставка на горивата за тези двигатели е метанол, смесен със синтетично масло, рициново масло, нитрометан и добавки. Въпреки че основното гориво е метанол, нитрометанът е добавка за мощност, от която идва и името на тези двигатели. Предлагат се готови горива с 16% и 25% нитрометан.
Тези двигатели се използват при модели в мащаб 1/8, 1/10 и по-малки.
Запалването им се осигурява от подгряваща свещ, на която се подава напрежение от запалваща щипка.
Обикновено за палене на двигателя се използват стартер с корда (pullstarter), ротостартер, или стартер бокс.
Повечето състезателни модели се палят със стартер бокс с цел спестяване на теглото на стартер с корда или рото-стартер.
Нитро моделите имат нужда от батерия за бордово захранване, за захранване на радио приемника и сервотата за управление.
Презареждането на резервоара с гориво трябва да се прави на 5 – 10 минути в зависимост от двигателя.

#### Бензинови двигатели
При по-големите автомодели (обикновено тези в мащаб 1/5) се използват малки бензинови двигатели с обем около 26 кубични сантиметра.
Презареждане на резервоара с гориво на модели с бензинови двигатели се прави на около 30 – 40 минути.
Също като нитро моделите имат нужда от батерия за бордово захранване.

## Радиоуправление
Радиоуправлението се състои от предавател (наричан още апаратура) и приемник.
Повечето радиоуправления са пропорционални, което означава че завиването и газта и спирачката могат да се управляват плавно, за разлика от моделите-играчки при които може да се подават команди само за пълна газ, пълна спирачка, крайно ляво и крайно дясно.
Предавателят служи за управление на модела от автомоделиста и предаване на командите през радио канал до приемника в модела.
Има два вида предаватели – с лостчета и с колело и спусък. В днешно време за автомодели главно се използват тези с колело и спусък. Колелото служи за завиване на ляво и дясно, а спусъка за газ(при натискане назад) и спирачка(при натискане напред).
Повечето предаватели разполагат с тримери за настройка на правия ход на модела и неутралното положение на газта и спирачката.
Състезателните предаватели имат множество настройки като скорост на връщане на предните колела в централно положение, пулсираща антиблокираща система за спирачките, подаване на междинна газ при леко натиснат спусък, експонента на газта и завиването и други.
Приемникът се намира в модела. Има антена, която се поставя в антенна тръбичка, излизаща извън купето на модела. Към приемника се свързват сервото за управление(ляво-дясно) и сервото за газ-спирачка. При моделите с електромотори не се използва серво за газ-спирачка. На негово място се включва електонния контролер на скоростта на мотора. Комуникацията между приемника и сервотата или електнонния контролер на скоростта става чрез широчинно импулсна модулация(ШИМ). Приемниците, които не използват разпръснат спектър на излъчване имат сменяеми кристали за настройка на различните честоти.
Честотите които се използват за радиоуправляеми автомодели са около 27 MHz или около 49 MHz. На честота 27 MHz са достъпни 6 отделни канала (6 модела могат да се управляват независимо, без да си пречат и радио сигналите да се интерферират), а на 49 MHz 10 канала. Преминаването от един на друг канал става чрез смяна на кварцовите кристали в предавателя и приемника.
При цифровите апаратури използващи разпръснат спектър на излъчване на честота от 2,4 GHz не е нужна смяна на кристали, а само запознаване на приемника с предавателя. Повечето нови приемници са точно от този тип, тъй като позволяват много(повече от 10) модели да се управляват едновременно без да си пречат един на друг.

## Сервота
Сервотата са малки устройства които се захранват с напрежение 5V или 7.4V при по-новите. Те се използват за управление на моделите.
Сервото може да задвижи механизма за въртене на колелата наляво и надясно или механизма за подаване на газ или спирачка при нитро моделите.
Сервотата се свързват към приемника и се захранват от батерията за бордово захранване при моделите с двг или от регулатора на напрежение на електронния контролер на скоростта при елктромоделите.
Положението на сервото се управлява чрез широчинно импулсна модулация от приемника.
Има много видове сервота като главно се характеризират по скорост и въртящ момент.
Обикновено за ляво-дясно се използва по бързо серво, а за газ спирачка такова с по-голям въртящ момент.